# Quiscale des marais
Quiscalus major
Espèce
Répartition géographique
- résidence annuelle
- aire hivernale

Statut de conservation UICN

 LC  : Préoccupation mineure
Le Quiscale des marais (Quiscalus major) est une espèce d'oiseaux de la famille des Icteridae.

## Habitat
Les habitats originels du Quiscale des marais sont les mangroves et autres zones humides de Floride. Il s'est adapté au milieu urbain et d'importantes populations vivent dans les villes de la Gulf Coast.
On le voit très souvent sur les parkings en train de chercher sa nourriture, ainsi que près des poubelles.

## Description
Le mâle mesure 42 cm. Adulte, le mâle a un plumage entièrement noir avec de belles irisations, il a un long bec noir adapté à son régime omnivore, un iris marron-jaunâtre et une longue queue. Sa morphologie rappelle un peu celle de la pie européenne. La femelle adulte mesure 37 cm, la queue est plus courte, son plumage est marron clair sauf sur la queue et les ailes qui sont plus foncées. Les jeunes mâles sont noirs mais n'ont pas les irisations des adultes. Les jeunes femelles ressemblent aux femelles adultes mais ont la poitrine mouchetée de points blanchâtres.

## Alimentation
Le Quiscale des marais est omnivore. Il se nourrit aussi bien d'insectes, de vers, de petites grenouilles, d'œufs, de baies, de fruits, de céréales et de graines et même parfois de petits oiseaux. Pour trouver de quoi se nourrir, il examine aussi bien le sol que l'eau peu profonde à la recherche de nourriture. Il fouille également dans les poubelles des gens. Il peut voler la nourriture d'autres oiseaux.

## Sous-espèces
Selon la classification de référence du Congrès ornithologique international (15.1, 2025) il se répartit en 4 sous-espèces (se différenciant par leur taille et leur couleur d'iris) :
- Quiscalus major torreyi (Harper, 1934) — littoral atlantique : de Long Island jusqu'au nord de la Floride ;
- Quiscalus major westoni (Sprunt Jr, 1934) — de la péninsule de Floride.
- Quiscalus major alabamensis Stevenson, 1978 — Alabama et Mississippi ;
- Quiscalus major major Vieillot, 1819 — des côtes du Texas et de Louisiane.

## Galerie

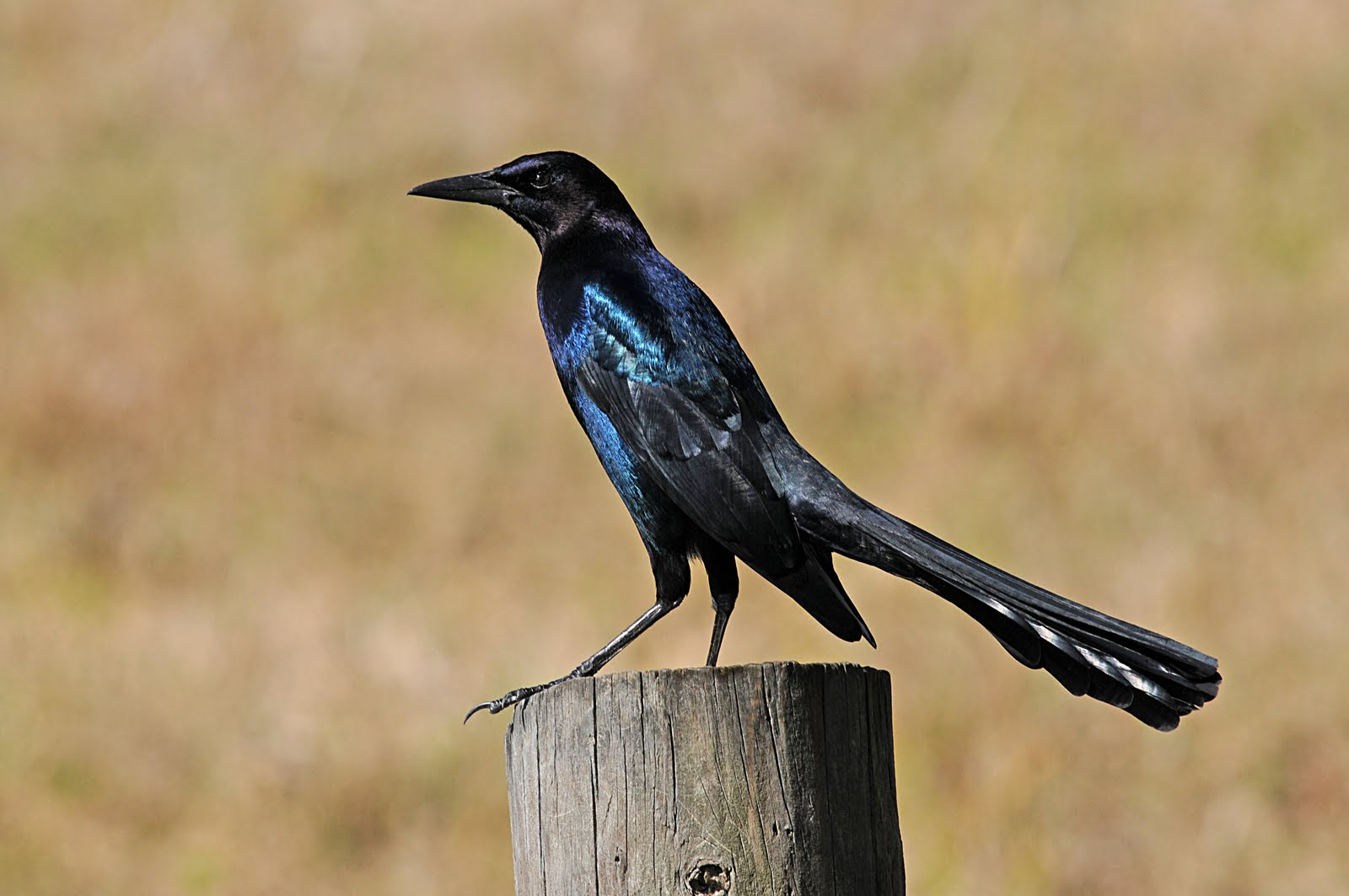
♂
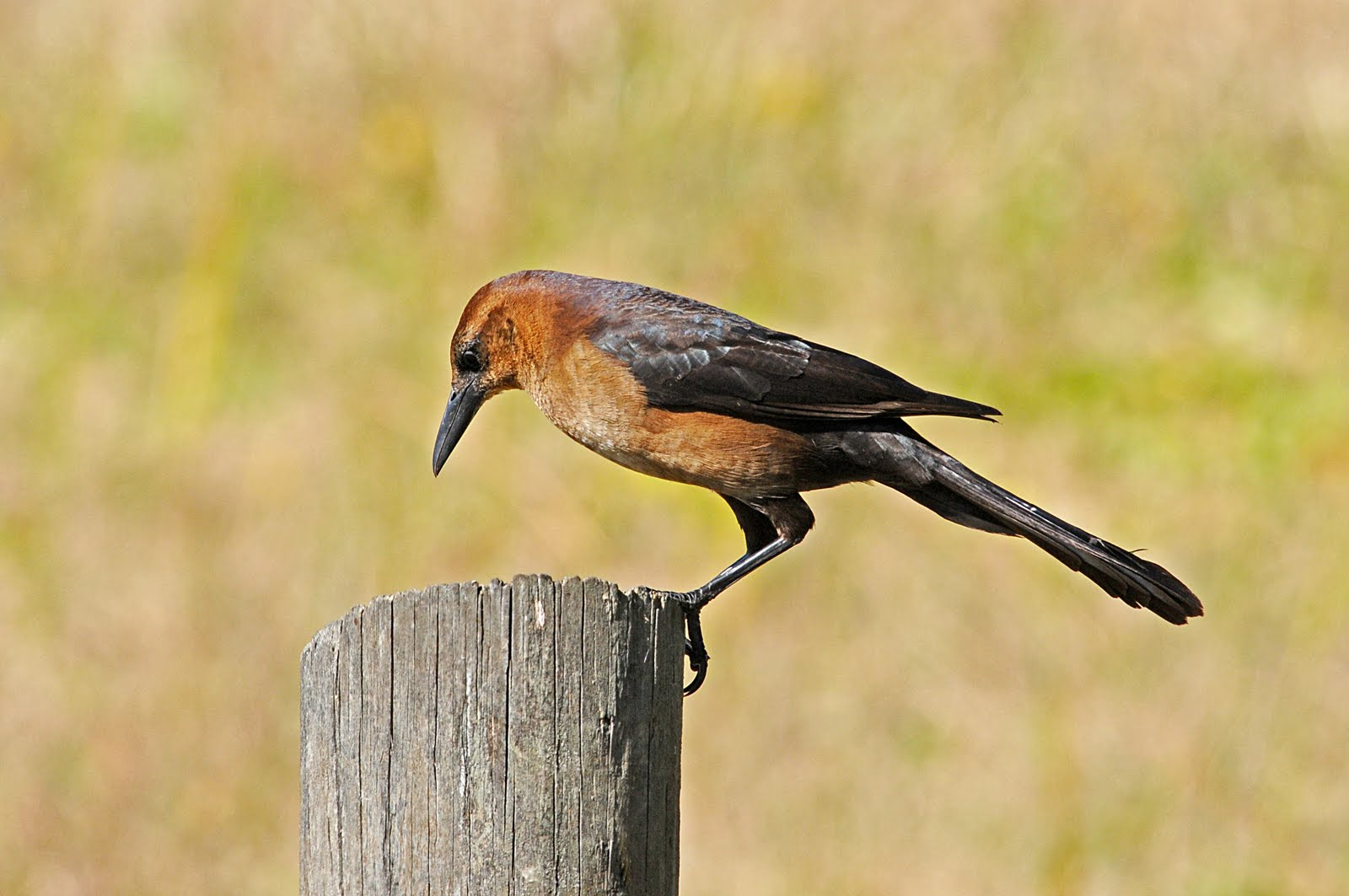
♀